# سسکک ساده
سسکک ساده (نام علمی: Prinia inornata) نام یک گونه از سرده سسکک است.